# Élections législatives de 1973 dans le Val-de-Marne
Les élections législatives françaises de 1973 se déroulent les 4 et 11 mars. Dans le département du Val-de-Marne, huit députés sont à élire dans le cadre de huit circonscriptions.

## Élus
| Circonscription                                 | Député sortant                                    | Parti | Parti | Député élu ou réélu | Parti | Parti |
| ----------------------------------------------- | ------------------------------------------------- | ----- | ----- | ------------------- | ----- | ----- |
| 1re                                             | Marie-Claude Vaillant-Couturier*                  |       | PCF   | Georges Marchais    |       | PCF   |
| 2e                                              | Fernand Dupuy                                     |       | PCF   | Fernand Dupuy       |       | PCF   |
| 3e                                              | Georges Gosnat                                    |       | PCF   | Georges Gosnat      |       | PCF   |
| 4e                                              | Alain Griotteray                                  |       | RI    | Joseph Franceschi   |       | PS    |
| 5e                                              | Pierre Billotte                                   |       | UDR   | Pierre Billotte     |       | UDR   |
| 6e                                              | Roland Nungesser                                  |       | UDR   | Roland Nungesser    |       | UDR   |
| 7e                                              | Roland Vernaudon suppléant de Robert-André Vivien |       | UDR   | Robert-André Vivien |       | UDR   |
| 8e                                              | Jean-Marie Poirier                                |       | UDR   | Maxime Kalinsky     |       | PCF   |
| * député sortant ne se représentant pas en 1973 |                                                   |       |       |                     |       |       |

## Résultats

### Résultats à l'échelle du département
| Parti          | Parti                                   | Premier tour | Premier tour | Second tour | Second tour | Sièges |
| Parti          | Parti                                   | Voix         | %            | Voix        | %           | Sièges |
| -------------- | --------------------------------------- | ------------ | ------------ | ----------- | ----------- | ------ |
|                | Parti communiste français               | 166 764      | 32,71        | 189 937     | 43,81       | 4      |
|                | Parti socialiste                        | 72 122       | 14,15        | 29 147      | 6,72        | 1      |
|                | Parti socialiste unifié                 | 18 382       | 3,61         |             |             | 0      |
|                | Union de la gauche                      | 257 268      | 50,46        | 219 084     | 50,54       | 5      |
|                |                                         |              |              |             |             |        |
|                | Union des démocrates pour la République | 129 602      | 25,42        | 161 091     | 37,16       | 3      |
|                | Républicains indépendants               | 22 925       | 4,50         | 28 867      | 6,66        | 0      |
|                | Divers droite                           | 2 654        | 0,52         |             |             | 0      |
|                | Union des républicains de progrès       | 155 181      | 30,44        | 189 958     | 43,82       | 3      |
|                |                                         |              |              |             |             |        |
|                | Mouvement réformateur                   | 79 400       | 15,57        | 24 462      | 5,64        | 0      |
|                | Extrême gauche (dont LO, LCR et OCI)    | 8 429        | 1,66         |             |             | 0      |
|                | Extrême droite dont FN                  | 5 780        | 1,13         | 0           |             |        |
|                | Divers                                  | 3 788        | 0,74         | 0           |             |        |
|                |                                         |              |              |             |             |        |
| Inscrits       | Inscrits                                | 624 787      | 100,00       | 554 068     | 100,00      | 8      |
| Abstentions    | Abstentions                             | 106 735      | 17,08        | 100 346     | 18,11       |        |
| Votants        | Votants                                 | 518 052      | 82,92        | 453 722     | 81,89       |        |
| Blancs et nuls | Blancs et nuls                          | 8 206        | 1,58         | 20 218      | 4,46        |        |
| Exprimés       | Exprimés                                | 509 846      | 98,42        | 433 504     | 95,54       |        |

### Résultats par circonscription

#### Première circonscription (Arcueil - Villejuif - Cachan)
| Candidat           | Candidat             | Parti          | Premier tour | Premier tour | Second tour | Second tour |  |
| Candidat           | Candidat             | Parti          | Voix         | %            | Voix        | %           |  |
| ------------------ | -------------------- | -------------- | ------------ | ------------ | ----------- | ----------- |  |
|                    | Georges Marchais élu | PCF            | 26 368       | 43,77        | 33 331      | 57,43       |  |
|                    | Eliane Lavelle       | UDR (URP)      | 11 848       | 19,67        | 1 063       | 1,83        |  |
|                    | Antoine Lacroix      | MDS (MR)       | 10 721       | 17,8         | 23 639      | 40,73       |  |
|                    | Patrice Hernu        | PS (UGSD)      | 7 386        | 12,26        | Retrait     | Retrait     |  |
|                    | Philippe Brachet     | PSU            | 2 731        | 4,53         |             |             |  |
|                    | Bernard Houdin       | FN             | 1 189        | 1,97         |             |             |  |
|                    |                      |                |              |              |             |             |  |
| Inscrits           | Inscrits             | Inscrits       | 73 785       | 100,00       | 73 702      | 100,00      |  |
| Abstentions        | Abstentions          | Abstentions    | 12 468       | 16,9         | 13 466      | 18,27       |  |
| Votants            | Votants              | Votants        | 61 317       | 83,1         | 60 236      | 81,73       |  |
| Blancs et nuls     | Blancs et nuls       | Blancs et nuls | 1 074        | 1,75         | 2 203       | 3,66        |  |
| Exprimés           | Exprimés             | Exprimés       | 60 243       | 98,25        | 58 033      | 96,34       |  |
| Source : Data.gouv |                      |                |              |              |             |             |  |

#### Deuxième circonscription (Choisy-le-Roi - Orly)
| Candidat           | Candidat                    | Parti                | Premier tour | Premier tour | Second tour | Second tour |  |
| Candidat           | Candidat                    | Parti                | Voix         | %            | Voix        | %           |  |
| ------------------ | --------------------------- | -------------------- | ------------ | ------------ | ----------- | ----------- |  |
|                    | Fernand Dupuy sortant réélu | PCF                  | 25 437       | 38,04        | 36 730      | 58,23       |  |
|                    | Daniel Mallet               | UDR (URP)            | 16 791       | 25,11        | 26 347      | 41,77       |  |
|                    | Claude Bezé                 | PS (UGSD)            | 9 334        | 13,96        | Retrait     | Retrait     |  |
|                    | Antoine Daoud               | MR (CNIP)            | 8 665        | 12,96        | Retrait     | Retrait     |  |
|                    | Gérard Marroncle            | PSU                  | 2 598        | 3,89         |             |             |  |
|                    | Danielle Riche              | LO                   | 1 461        | 2,19         |             |             |  |
|                    | René Cathala                | CR                   | 1 338        | 2            |             |             |  |
|                    | A Germain                   | Divers droite        | 876          | 1,31         |             |             |  |
|                    | Michel Landron              | Extrême gauche (OCI) | 351          | 0,52         |             |             |  |
|                    | P Castex                    | Extrême droite       | 13           | 0,02         |             |             |  |
|                    |                             |                      |              |              |             |             |  |
| Inscrits           | Inscrits                    | Inscrits             | 82 442       | 100,00       | 82 499      | 100,00      |  |
| Abstentions        | Abstentions                 | Abstentions          | 14 532       | 17,63        | 16 164      | 19,59       |  |
| Votants            | Votants                     | Votants              | 67 910       | 82,37        | 66 335      | 80,41       |  |
| Blancs et nuls     | Blancs et nuls              | Blancs et nuls       | 1 046        | 1,54         | 3 258       | 4,91        |  |
| Exprimés           | Exprimés                    | Exprimés             | 66 864       | 98,46        | 63 077      | 95,09       |  |
| Source : Data.gouv |                             |                      |              |              |             |             |  |

#### Troisième circonscription (Ivry-Vitry)
|                    | Georges Gosnat sortant réélu | PCF            | 32 318 | 54     |  |  |  |
|                    | Daniel Bornet                | UDR (URP)      | 11 653 | 19,47  |  |  |  |
|                    | Mandy Moscovici              | PS (UGSD)      | 6 432  | 10,75  |  |  |  |
|                    | Jean-Claude Steichen         | CD (MR)        | 6 140  | 10,26  |  |  |  |
|                    | Jean Francheteau             | PSU            | 2 506  | 4,19   |  |  |  |
|                    | D. Mehl                      | LCR            | 800    | 1,34   |  |  |  |
|                    |                              |                |        |        |  |  |  |
| Inscrits           | Inscrits                     | Inscrits       | 70 827 | 100,00 |  |  |  |
| Abstentions        | Abstentions                  | Abstentions    | 10 008 | 14,13  |  |  |  |
| Votants            | Votants                      | Votants        | 60 819 | 85,87  |  |  |  |
| Blancs et nuls     | Blancs et nuls               | Blancs et nuls | 970    | 1,59   |  |  |  |
| Exprimés           | Exprimés                     | Exprimés       | 59 849 | 98,41  |  |  |  |
| Source : Data.gouv |                              |                |        |        |  |  |  |

#### Quatrième circonscription (Alfortville-Charenton)
| Candidat           | Candidat                 | Parti               | Premier tour | Premier tour | Second tour | Second tour |  |
| Candidat           | Candidat                 | Parti               | Voix         | %            | Voix        | %           |  |
| ------------------ | ------------------------ | ------------------- | ------------ | ------------ | ----------- | ----------- |  |
|                    | Alain Griotteray sortant | RI (URP)            | 22 925       | 39,83        | 28 867      | 49,76       |  |
|                    | Joseph Franceschi élu    | PS (UGSD)           | 13 100       | 22,76        | 29 147      | 50,24       |  |
|                    | Jacques Denis            | PCF                 | 12 729       | 22,12        | Retrait     | Retrait     |  |
|                    | Yves de Mellis           | MR                  | 4 306        | 7,48         |             |             |  |
|                    | Maurice Thomas           | PSU                 | 2 291        | 3,98         |             |             |  |
|                    | Richard Vasseur          | LO                  | 1 100        | 1,91         |             |             |  |
|                    | Roger Coursier           | Divers droite (UJP) | 1 084        | 1,88         |             |             |  |
|                    | A. Benzaid               | FP                  | 17           | 0,03         |             |             |  |
|                    |                          |                     |              |              |             |             |  |
| Inscrits           | Inscrits                 | Inscrits            | 70 030       | 100,00       | 70 028      | 100,00      |  |
| Abstentions        | Abstentions              | Abstentions         | 11 679       | 16,68        | 10 772      | 15,38       |  |
| Votants            | Votants                  | Votants             | 58 351       | 83,32        | 59 256      | 84,62       |  |
| Blancs et nuls     | Blancs et nuls           | Blancs et nuls      | 799          | 1,37         | 1 242       | 2,1         |  |
| Exprimés           | Exprimés                 | Exprimés            | 57 552       | 98,63        | 58 014      | 97,9        |  |
| Source : Data.gouv |                          |                     |              |              |             |             |  |

#### Cinquième circonscription (Créteil - Saint-Maur)
| Candidat           | Candidat                      | Parti          | Premier tour | Premier tour | Second tour | Second tour |  |
| Candidat           | Candidat                      | Parti          | Voix         | %            | Voix        | %           |  |
| ------------------ | ----------------------------- | -------------- | ------------ | ------------ | ----------- | ----------- |  |
|                    | Pierre Billotte sortant réélu | UDR (URP)      | 24 952       | 35,72        | 36 364      | 55,03       |  |
|                    | Michel Germa                  | PCF            | 14 831       | 21,23        | 29 716      | 44,97       |  |
|                    | Georges Giraud                | CD (MR)        | 11 394       | 16,31        | Retrait     | Retrait     |  |
|                    | Marc Domec                    | PS (UGSD)      | 9 388        | 13,44        | Retrait     | Retrait     |  |
|                    | Gilbert Estève                | PSU            | 3 255        | 4,66         |             |             |  |
|                    | André Bergerioux              | Divers         | 1 958        | 2,8          |             |             |  |
|                    | Yves de Coatgoureden          | FN             | 1 515        | 2,17         |             |             |  |
|                    | Bernard P. Pinell             | LCR            | 1 398        | 2            |             |             |  |
|                    | Pierre Gosset                 | Divers droite  | 694          | 0,99         |             |             |  |
|                    | Paul Resche                   | Divers gauche  | 475          | 0,68         |             |             |  |
|                    |                               |                |              |              |             |             |  |
| Inscrits           | Inscrits                      | Inscrits       | 87 000       | 100,00       | 87 006      | 100,00      |  |
| Abstentions        | Abstentions                   | Abstentions    | 15 980       | 18,37        | 16 821      | 19,33       |  |
| Votants            | Votants                       | Votants        | 71 020       | 81,63        | 70 185      | 80,67       |  |
| Blancs et nuls     | Blancs et nuls                | Blancs et nuls | 1 160        | 1,63         | 4 105       | 5,85        |  |
| Exprimés           | Exprimés                      | Exprimés       | 69 860       | 98,37        | 66 080      | 94,15       |  |
| Source : Data.gouv |                               |                |              |              |             |             |  |

#### Sixième circonscription (Bry-sur-Marne - Champigny - Nogent)
| Candidat           | Candidat                       | Parti          | Premier tour | Premier tour | Second tour | Second tour |  |
| Candidat           | Candidat                       | Parti          | Voix         | %            | Voix        | %           |  |
| ------------------ | ------------------------------ | -------------- | ------------ | ------------ | ----------- | ----------- |  |
|                    | Roland Nungesser sortant réélu | UDR (URP)      | 24 658       | 38,66        | 32 093      | 52,12       |  |
|                    | Guy Poussy                     | PCF            | 17 697       | 27,75        | 29 225      | 47,46       |  |
|                    | Jean Pécoup                    | PS (UGSD)      | 9 781        | 15,34        | Retrait     | Retrait     |  |
|                    | Étienne Audfray                | CD (MR)        | 8 662        | 13,58        | 254         | 0,41        |  |
|                    | Michel Vaquant                 | FN             | 1 547        | 2,43         |             |             |  |
|                    | Jacques Treiner                | LCR            | 1 437        | 2,25         |             |             |  |
|                    |                                |                |              |              |             |             |  |
| Inscrits           | Inscrits                       | Inscrits       | 78 075       | 100,00       | 78 040      | 100,00      |  |
| Abstentions        | Abstentions                    | Abstentions    | 13 308       | 17,05        | 13 561      | 17,38       |  |
| Votants            | Votants                        | Votants        | 64 767       | 82,95        | 64 479      | 82,62       |  |
| Blancs et nuls     | Blancs et nuls                 | Blancs et nuls | 985          | 1,52         | 2 907       | 4,51        |  |
| Exprimés           | Exprimés                       | Exprimés       | 63 782       | 98,48        | 61 572      | 95,49       |  |
| Source : Data.gouv |                                |                |              |              |             |             |  |

#### Septième circonscription (Fontenay - Saint-Mandé - Vincennes)
| Candidat           | Candidat                          | Parti          | Premier tour | Premier tour | Second tour | Second tour |  |
| Candidat           | Candidat                          | Parti          | Voix         | %            | Voix        | %           |  |
| ------------------ | --------------------------------- | -------------- | ------------ | ------------ | ----------- | ----------- |  |
|                    | Robert-André Vivien sortant réélu | UDR (URP)      | 20 305       | 36,17        | 30 000      | 56,57       |  |
|                    | Louis Bayeurte                    | PCF            | 13 351       | 23,78        | 23 027      | 43,43       |  |
|                    | François Guérard                  | MR (CNIP)      | 11 451       | 20,4         | Retrait     | Retrait     |  |
|                    | Jean-François Collet              | PS (UGSD)      | 6 618        | 11,79        |             |             |  |
|                    | Henri Saigre                      | PSU            | 1 898        | 3,38         |             |             |  |
|                    | Guy Charasse                      | FN             | 1 516        | 2,7          |             |             |  |
|                    | Humbert Pietrunti                 | LO             | 997          | 1,78         |             |             |  |
|                    |                                   |                |              |              |             |             |  |
| Inscrits           | Inscrits                          | Inscrits       | 70 253       | 100,00       | 70 247      | 100,00      |  |
| Abstentions        | Abstentions                       | Abstentions    | 13 256       | 18,87        | 14 009      | 19,94       |  |
| Votants            | Votants                           | Votants        | 56 997       | 81,13        | 56 238      | 80,06       |  |
| Blancs et nuls     | Blancs et nuls                    | Blancs et nuls | 861          | 1,51         | 3 211       | 5,71        |  |
| Exprimés           | Exprimés                          | Exprimés       | 56 136       | 98,49        | 53 027      | 94,29       |  |
| Source : Data.gouv |                                   |                |              |              |             |             |  |

#### Huitième circonscription (Boissy-Saint-Léger - Villeneuve-Saint-Georges)
| Candidat           | Candidat                   | Parti          | Premier tour | Premier tour | Second tour | Second tour |  |
| Candidat           | Candidat                   | Parti          | Voix         | %            | Voix        | %           |  |
| ------------------ | -------------------------- | -------------- | ------------ | ------------ | ----------- | ----------- |  |
|                    | Maxime Kalinsky élu        | PCF            | 24 033       | 31,81        | 37 908      | 51,43       |  |
|                    | Jean-Marie Poirier sortant | UDR (URP)      | 19 395       | 25,67        | 35 224      | 47,79       |  |
|                    | Olivier d'Ormesson         | MR (CNIP)      | 13 667       | 18,09        | 569         | 0,77        |  |
|                    | Jean-Michel Rosenfeld      | PS (UGSD)      | 10 083       | 13,34        | Retrait     | Retrait     |  |
|                    | Georges Duchesne           | MR             | 4 394        | 5,82         |             |             |  |
|                    | André Jondeau              | PSU            | 3 103        | 4,11         |             |             |  |
|                    | Claude Sidi                | LCR            | 885          | 1,17         |             |             |  |
|                    |                            |                |              |              |             |             |  |
| Inscrits           | Inscrits                   | Inscrits       | 92 375       | 100,00       | 92 546      | 100,00      |  |
| Abstentions        | Abstentions                | Abstentions    | 15 504       | 16,78        | 15 553      | 16,81       |  |
| Votants            | Votants                    | Votants        | 76 871       | 83,22        | 76 993      | 83,19       |  |
| Blancs et nuls     | Blancs et nuls             | Blancs et nuls | 1 311        | 1,71         | 3 292       | 4,28        |  |
| Exprimés           | Exprimés                   | Exprimés       | 75 560       | 98,29        | 73 701      | 95,72       |  |
| Source : Data.gouv |                            |                |              |              |             |             |  |